# Циклогексан
Ци́клогекса́н — органічна речовина класу циклоалканів. Хімічна формула — C6H12.

## Отримання
Отримують гідруванням бензолу в рідкій фазі при Т 150–250 ° C і 1-2,5 МПа (вихід 99%), а також виділяють ректифікацією з нафтопродуктів.

Синтез циклогексана з бензолу в присутності Нікеля Ренея.

## Конформаційна ізомерія

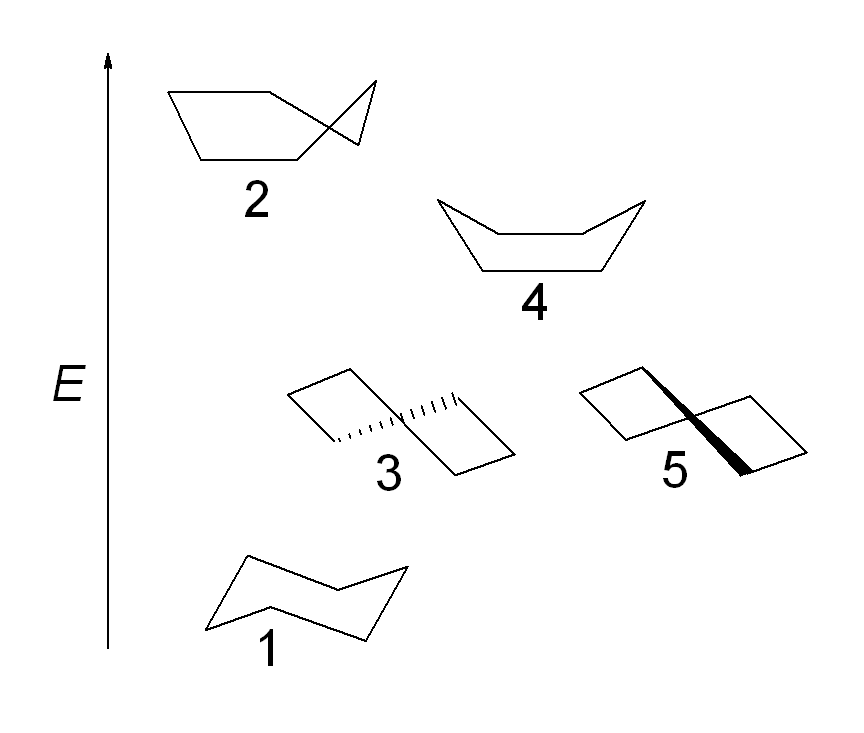
Конформації циклогексану: 1 — «крісло»; 3, 5 — «твіст»-конформація; 4 — «ванна»; 2 — «півкрісло», або «конверт»

## Застосування
Є сировиною для отримання капролактаму, адипінової кислоти и циклогексанона; розчинник  ефірних олій, восків, лаків, фарб.